# Бизо, Станислас
Станислас Бизо (фр. Stanislas Bizot, 22 декабря 1879, Ницца — 2 июня 1950, Париж) — французский шашист, третий чемпион мира по международным шашкам в 1925-26 годах. FMJD-Id: 16744

## Биография
Станислас Бизо родился 22 декабря 1879 года в Ницце, но когда ему было два года, его семья перебралась на постоянное жительство в Париж. В шашечных соревнованиях начал принимать участие достаточно поздно, с 22-х лет. Но уже в 1905 году выиграл крупный гандикап — турнир «Парижского шашиста». В 1909 году Бизо занял четвёртое место в международном турнире в Париже, при этом добившись положительного результата со всеми тремя первыми призёрами турнира: Исидором Вейсом, Альфредом Молимаром и Якобом де Гаазом. Этот результат сразу поставил Бизо в ряд сильнейших игроков своего времени. В чемпионате Парижа в 1910 году Бизо поделил второе место с Вейсом, но проиграл ему дополнительный матч со счётом +1-2=1. В дальнейшем перед Первой мировой войной и в первые годы после войны Бизо редко и без заметных успехов выступал в соревнованиях. В отборочном турнире к матчу за звание чемпиона Франции в 1922 году Бизо занял лишь четвёртое место при пяти участниках. В начале 1925 года Бизо проиграл матч Жиру со счётом -2+1=7,  но уже через несколько месяцев блестящей победой Бизо закончился первый послевоенный чемпионат мира в Париже. Бизо стал третьим чемпионом мира по международным шашкам. Это звание он удерживал недолго, проиграв в 1926 году матч Мариусу Фабру (+2-4=4). Бизо отчасти взял реванш за своё поражение, выиграв в 1927 году матч-турнир в Париже, в котором в четыре круга встретились пять выдающихся игроков. (Второе место в матч-турнире занял Исидор Вейс, третье — Мариус Фабр, четвёртое — Бенедикт Шпрингер, и, наконец, на пятом месте остался Герман де Йонг.) Это был зенит шашечной карьеры Бизо. В чемпионате мира 1928 года в Амстердаме Бизо занял лишь седьмое место. Зато в 1929 году он завоёвывает первое место в чемпионате Парижа впереди Фабра и Сигаля, при этом выиграв у Фабра обе партии. В 1930 году Бизо снова побеждает в чемпионате Парижа, и снова опередив Фабра. В чемпионате мира 1931 года в Париже (фактически чемпионате Франции, так как он не был признан Нидерландской федерацией, и в нём участвовали только французские игроки) Бизо занял второе место, лишь на очко отстав от Фабра. После этого Бизо пять раз достаточно успешно принимал участие в чемпионатах Франции. В 1939 году он поделил 3-4 место, в 1942 и 1943 годах он занял второе место, в 1948 году — четвёртое место, и, наконец, в 1949 году 69-летний Бизо поделил 2-3 место. Вскоре после этого турнира Бизо заболел и 2 июня 1950 года скончался.
Станислас Бизо был великолепным мастером и знатоком шашечной игры. С 1929 по 1931 год он вёл шашечный раздел в газете Le Radical, где среди прочего разместил много этюдов собственного сочинения. Бизо обладал замечательной памятью. После турнира 1927 года он дал сеанс одновременной игры на 23 досках, продолжавшийся с 9 часов утра до полуночи. Бизо победил со счётом +13-3=7. Через 36 часов после сеанса Бизо восстановил по памяти наиболее интересные позиции всех 23 партий.